# Stjepan Čordaš
Stjepan Čordaš (Osijek, 18. studenog 1951.) bivši je hrvatski nogometaš, danas nogometni trener.
Veći dio igračke karijere proveo je u Osijeku za kojeg je odigrao 502 utakmice. U SAD-u je od 1979. do 1983. igrao tada vrlo popularan mali nogomet. Nastupao je za mlađe reprezentacije Hrvatske i Jugoslavije, a bio je i član jugoslavenske olimpijske reprezentacije. 
Nakon završetka igračke karijere počeo je s trenerskom, pa je trenirao više hrvatskih klubova i mlađe uzraste hrvatske reprezentacije (U18 i U21).